# 미와촌 (후쿠시마현 이와키군)
미와촌(三和村)은 후쿠시마현 이와키군에 있던 촌이다. 1966년 10월 1일 미와촌 등 14개 시·정·촌이 합병하여 이와키시가 신설되고 폐지되었다.

## 개요
이와키시 북서부에 위치하고 있으며, 촌의 대부분이 산지로 이루어져 있어 이와키시를 구성하는 구 시정촌 중 면적이 가장 넓었다. 
마을 중앙부를 요시마강이 동서로 흐르고, 평지와 마을은 요시마과 그 지류를 따라 길쭉하게 형성되어 있다. 국도 49호선도  요시마강을 따라 흐르고 있다. 산업은 농업과 임업이 활발하다. 또한 동부에 있는 스이시산(水石山)의 스이시산 공원이 관광 명소로 자리 잡고 있다. 

## 역사
- 1955년 - 사와타리촌, 나가토촌, 미사카촌이 합병해 미와촌이 되었다.
- 1966년 10월 1일 - 다이라시, 우치고시, 이와키시, 나코소시, 조반시, 이와키군 요쓰쿠라정, 도노정, 오가와정, 요시마촌, 미와촌, 다비토촌, 가와마에촌, 후타바군 히사노하마정, 오히사촌 등 14개 시·정·촌(5시 4정 5촌)이 합병하여 이와키시가 신설되고 폐지되었다.

## 교통

### 도로
- 국도 49호선